# Església de fusta de Bârsana
L'església de fusta de l'antic monestir de Bârsana es troba avui a la localitat de Bârsana, al comtat de Maramureș, al turó anomenat Jbâr. Es tracta d'una antiga església greco-catòlica, avui monument històric). Però no s'ha de confondre amb la nova església de fusta de l'actual conjunt monàstic del Monestir de Bârsana, situada a pocs quilòmetres de distància al lloc on es va trobar aproximadament entre els anys 1739-1795 l'església tractada aquí. Data de 1711. Està dedicada a "L'entrada de la Mare de Déu a l'Església". L'església es troba a la nova llista de monuments històrics sota el codi LMI: MM-II-m-A-04517. L'església va ser inclosa a la llista del patrimoni cultural mundial de la UNESCO juntament amb altres set esglésies del comtat de Maramureș el desembre de 1999.